# Thủy điện Sông Lô 2
Thủy điện Sông Lô 2 là công trình thủy điện xây dựng trên sông Lô tại vùng đất các xã Đạo Đức và Trung Thành  huyện Vị Xuyên tỉnh Hà Giang, Việt Nam .
Thủy điện Sông Lô 2 có công suất lắp máy 28 MW với 2 tổ máy, sản lượng hàng năm trên 117 triệu kWh, khởi công tháng 10/2015 dự kiến hoàn thành tháng 12/2017 .
Đập Sông Lô 2 ở cách thành phố Hà Giang phía hạ nguồn cỡ 14 km theo đường sông. Phía dưới hạ nguồn là Thủy điện Sông Lô 3 .

## Tác động môi trường dân sinh
Tháng 10/2016 Đảng bộ Công ty cổ phần Sông Đà 6 đã phát động "Chiến dịch ngăn sông thủy điện Sông Lô 2", thời gian thực hiện chiến dịch từ 09/11/2016-20/03/2017 .
Trong khi đó theo báo "Xây dựng Online" thì dự án trên thẩm quyền phê duyệt quy hoạch và điều chỉnh quy hoạch là Bộ Công Thương. Tuy nhiên đến tháng 8/2016 thì dự án chưa có quyết định phê duyệt điều chỉnh quy hoạch của Bộ Công Thương .
Cũng theo báo này, hàng loạt công trình "lạ" bên bờ sông Lô tại xã Đạo Đức xuất hiện mà không có người ở, với mục đích đón chờ đền bù giải phóng mặt bằng .
Mặt khác đến giữa năm 2017 dù chưa được Bộ Tài nguyên và Môi trường phê duyệt Báo cáo đánh giá tác động môi trường điều chỉnh bổ sung, nhưng dự án thủy điện Sông Lô 2 vẫn được rốt ráo thi công, bất chấp việc công trình xây dựng không đúng quy trình, có thể sẽ gây ra sự cố môi trường, ảnh hưởng đến nguồn nước và tính mạng của người dân ở vùng hạ lưu .
Trong khi đó cơ quan địa phương thì cho rằng "công trình nhà máy thủy điện Sông Lô 2 đang đẩy nhanh tiến độ", và "việc tạo môi trường thuận lợi, thu hút các nhà đầu tư vào xây dựng các dự án thủy điện trên địa bàn tỉnh không những đem lại hiệu quả kinh tế cho nhà đầu tư mà còn tạo việc làm ổn định cho hàng trăm lao động từ thi công xây dựng nhà máy cho đến lúc nhà máy đi vào hoạt động .